# The Witcher 3: Wild Hunt - Hearts of Stone
The Witcher 3: Wild Hunt - Hearts of Stone è la prima espansione del videogioco The Witcher 3: Wild Hunt del 2015. Sviluppata da CD Projekt Red, Hearts of Stone è stato pubblicato per Microsoft Windows, PlayStation 4 e Xbox One il 13 ottobre 2015. L'espansione vede il protagonista della serie Geralt di Rivia entrare in contatto con il misterioso Gaunter O'Dimm e Olgierd von Everec, un nobile maledetto.

## Trama
Geralt accetta un contratto mandato da un nobile di nome Olgierd von Everec, che lo incarica di eliminare un rospo gigantesco nelle fogne di Oxenfurt. Mentre caccia il mostro, Geralt incontra Shani, un medico e vecchia conoscente del primo The Witcher che, in base alle scelte fatte durante il gioco, si avrà la possibilità di corteggiare. Geralt uccide successivamente il rospo per poi scoprire che era in realtà un principe maledetto delle terre Ofieri. Le guardie del principe catturano Geralt con l'intenzione di giustiziarlo. Mentre attende la sua esecuzione su una nave in rotta verso Ofier, Geralt incontra un misterioso personaggio di nome Gaunter O'Dimm, che Geralt aveva già avuto modo di incontrare a Bianco Frutteto durante la sua ricerca di Yennefer, apparso magicamente nella nave. O'Dimm aiuta Geralt a fuggire, ma in cambio Geralt deve aiutare O'Dimm a recuperare un debito da von Everec, che non aveva informato il witcher della vera identità del rospo. A fronte del patto appena stipulato, O'Dimm marchia Geralt con un segno sulla fronte asserendo che, secondo i termini del suo contratto con von Everec, dovrà soddisfare tre desideri del nobile. Geralt torna da von Everec e scopre che quest'ultimo ha ottenuto l'invulnerabilità (e conseguentemente un'apparente immortalità) a discapito della perdita totale delle sue emozioni, ricevendo così un "cuore di pietra". Von Everec ammette di aver fatto maledire il principe degli Ofieri in quanto questi avrebbe sposato il suo vero amore, Iris, e che desiderava ad ogni costo stare con lei. Dice poi a Geralt i suoi tre desideri: intrattenere il fratello Vlodimir per una notte, vendicarsi della famiglia Borsodi ottenendo la cassa di Maximilian Borsodi, e ottenere la rosa viola che aveva regalato a Iris. O'Dimm rivela a Geralt che i tre compiti, apparentemente semplici, sono in realtà impossibili da esaudire, dato che la cassa di Maximilian Borsodi è custodita in una cassaforte impossibile da penetrare e sia Vlodimir che Iris sono morti da anni. Ciononostante, decide di aiutare ugualmente Geralt, non essendo stato stabilito in maniera formale che il witcher non possa aver bisogno d'aiuto in questa impresa.
Servendosi di un rituale suggerito dallo stesso O'Dimm, Geralt riesce ad evocare lo spirito del defunto Vlodimir e di acconsentire, seppur controvoglia, di far possedere il suo corpo per una notte, permettendogli di partecipare a una festa di matrimonio e soddisfare il primo desiderio. O'Dimm mette ancora una volta in mostra le proprie abilità sovrannaturali torturando Vlodimir dopo che questi si era rifiutato di tornare nel mondo dei morti una volta conclusa la serata. Successivamente Geralt, dopo aver partecipato ad un'asta indetta da Horst Borsodi ed essere stato cacciato in malo modo per aver chiesto informazioni sulla cassa di Maximilian Borsodi, partecipa a una rapina per rubarla dal suo caveau: dopo il furto, Gertalt scopre da Von Everec, il quale era caduto in disgrazia proprio a causa dei Borsodi, che la cassa contiene un testamento che avrebbe garantito l'intera fortuna di Borsodi in beneficenza, realizzando la vendetta di von Everec e il secondo desiderio. Per ottenere la rosa di Iris, Geralt verrà aiutato da due entità demoniache simili a un gatto e a un cane per ottenere l'accesso a un regno soprannaturale dove assiste al passato di Everec e Iris. Lì apprende che a causa del suo "Cuore di pietra", von Everec non poteva davvero amare Iris, che morì trascurata e infelice. Geralt, in base alla scelta del giocatore, può ottenere la rosa dallo spirito di Iris per liberarla da quella dimensione o lasciare che la rosa rimanga con lei. Dopo aver soddisfatto l'ultimo desiderio di von Everec, Geralt torna da lui. Lungo la strada, viene a sapere che O'Dimm è in realtà un'antica entità malefica che si diverte a concedere desideri alle persone in cambio della loro anima, sottomettendo queste a pene terribili. Quando Geralt incontra von Everec, i tre desideri vengono soddisfatti e O'Dimm giunge da von Everec per prendere la sua anima.
A questo punto, Geralt ha la possibilità di permettere a O'Dimm di prendere l'anima di von Everec o di intervenire per salvare von Everec. Se Geralt non fa nulla, O'Dimm ucciderà von Everec, e ricompenserà Geralt con un desiderio. Se Geralt decide di aiutare il nobile, sfida O'Dimm scommettendo la propria anima per salvare von Everec. Dopo che Geralt ha risolto l'enigma di O'Dimm, O'Dimm è costretto a liberare sia Geralt che von Everec dal suo patto. Von Everec, ora di nuovo mortale, riacquista le sue emozioni e si sente immediatamente pentito delle sue azioni passate e degli errori commessi. Dà a Geralt la sua spada di famiglia e promette di iniziare una nuova vita libera dal controllo di O'Dimm.

## Accoglienza
Hearts of Stone ha ricevuto recensioni positive da parte della critica in tutte e tre le piattaforme. Stando al sito di Metacritic, il titolo ha ricevuto "recensioni generalmente favorevoli". Hearts of Stone ha ottenuto un punteggio pari a 9/10 su IGN e GameSpot.